# Синя (река)
Синя (на руски: Синяя; на якутски: Сиинэ) е река в Азиатската част на Русия, Източен Сибир, Република Якутия (Саха), ляв приток на Лена. Дължината ѝ е 597 km, която ѝ отрежда 133-то място по дължина сред реките на Русия.
Река Синя се образува от сливането на двете съставящи я реки Улахан-Сине (32 km, лява съставяща) и От-Сине (13 km, дясна съставяща), на 303 m н.в., в централната част на Република Якутия (Саха). Двете съставящи я реки води началото си от централната част на Приленското плато (източната част на Средносибирското плато). По цялото си протежение Синя тече в пределите на Приленското плато в горното течение на изток, а в средното и долното – на югоизток. Първите 50 km долината на реката е плитка (до 4-5 m), коритото – тясно (5-12 m), а заливната тераса широка (80-100 m) и заблатена. По-надолу Синя започва силно да меандрира по широката (до 200-300 m) заливна тераса, като изпъкналите части на меандрите ѝ бързо се разрушават и се превръщат в старици. След устието на река Сиа-Салбит (при 439 km) ширината на коритото достига 40 m, заливната ѝ тераса става още по-широка – до 1,5 km, по която Синя още повече меандрира. По-надолу долината ѝ се стеснява, меандрите намаляват и стават с по-големи радиуси, а заливната ѝ тераса става едностранна. След устието на река Чина (при 177 km) ширината на руслото се увеличава до 130 m, а на заливната тераса до 2 km. След устието на река Мата (при 118 km) долината на Синя се врязва във варовикови наслаги и тук се намират причудливите Сински стълбове. В последните 100 km от течението ѝ долината ѝ се стеснява, придобива V-образна форма, а заливната тераса отсъства. Влива се отляво в река Лена, при нейния 1716 km, на 85 m н.в., при село Синск, Република Якутия (Саха).
Водосборният басейн на Синя има площ от 30,9 хил. km2, което представлява 1,24% от водосборния басейн на река Лена и се простира в южната, централна част на Република Якутия (Саха).
Границите на водосборния басейн на реката са следните:
- на юг и югозапад – водосборните басейни на реките Марха и Мархачан, леви притоци на Лена;
- на север, североизток и изток – водосборните басейни на реките Вилюй, Лунгха, Сите и Кенкеме, леви притоци на Лена.

Река Синя получава над 48 притока с дължина над 10 km, като 5 от тях са с дължина над 100 km:
- 365 ← Хангдарима 175 / 2000
- 282 → Нуоралджима 152 / 2230
- 177 ← Чина 240 / 5070
- 177 → Чира 181 / 3310
- 118 → Мата 195 / 4110

Подхранването на реката е основно снежно. Пълноводието на реката е през май и юни. Среден многогодишен отток на 38 km от устието 42,04 m3/s, което като обем се равнява на 1,281 km3/год., максимален отток 1770 m3/s. Максималното колебание на речното ниво през годината достига до 5,52 m. Синя замръзва през октомври, а се размразява през май, като продължителността на замръзването е около 200 дни, а дебелината на леда достига до 2,2 m. В горното течение замръзва до дъно за повече от два месеца.
По течението на реката има само едно населено място – село Тонгулах, а в устието – село Синск.